# Secreta continere
Secreta continere (o Instructio de secreto pontificio) è un documento riguardante il diritto canonico stilato dalla Segreteria di Stato della Santa Sede a firma del cardinale Jean-Marie Villot e approvato da papa Paolo VI il 4 febbraio 1974 che contiene le norme sul segreto pontificio il quale sostituisce l'antico segreto del Sant’Uffizio. Il documento aggiorna e rafforza un precedente documento del 24 giugno 1968. Il testo è pubblicato in Acta Apostolicae Sedis, 1974, pagine 89-92.
Il segreto pontificio è un segreto che viene imposto ai destinatari su materie di particolare gravità. Nel preambolo si specifica infatti che «in alcune questioni di maggior rilevanza viene richiesto un particolare segreto, detto segreto pontificio, e che deve essere custodito con grave obbligo» e che, «poiché si tratta della sfera pubblica, che riguarda il bene di tutta la comunità religiosa, non spetta a chiunque, secondo ciò che detta la propria coscienza, ma a chi legittimamente ha la cura della comunità decidere come, quando o che quale gravità tale segreto debba essere imposto». Secondo il documento «coloro che hanno l'obbligo di custodire tale segreto» dovrebbero considerarsi come «legati non da una legge esteriore, ma invece da un'esigenza che scaturisce dalla loro stessa dignità umana»: dovrebbero perciò ritenere un onore essere chiamati a custodire tali segreti per tutelare il bene pubblico.
Il documento elenca le materie in cui tale segreto può essere richiesto, riservando ad alcuni alti prelati la facoltà di estendere ulteriormente tali fattispecie a propria discrezione (art. 1); specifica le persone che sono tenute al segreto stesso (art. 2), le procedure per sanzionare, nei limiti del diritto canonico, chi lo vìola (art. 3) e la formula del giuramento prestato da chi vi è tenuto (art. 4).

## Materia del segreto pontificio
L'articolo primo specifica i casi coperti da segreto pontificio: tutto ciò che pertiene l'elaborazione di alcuni documenti pontifici; l'attività della Congregazione per la dottrina della fede, incluse le notificazioni, le denunce e l'esame di pubblicazioni e dottrine; le denunce di delitti contro la fede e i costumi, il processo e le relative decisioni, informazioni avute in ragione dell'ufficio riguardanti alcuni affari dalla Segreteria di stato o dal Consiglio per gli Affari Pubblici della Chiesa, la creazione di cardinali, la nomina dei vescovi; i cifrari; tutte le questioni che il papa, un cardinale o i legati pontifici riterranno opportuno custodire con il segreto pontificio.

## Le persone tenute al segreto pontificio
L'articolo secondo specifica quali persone siano tenute al segreto pontificio: tutti gli ecclesiastici (cardinali, vescovi, i legati della Santa Sede, etc.), il personale e i consulenti a cui compete la trattazione di questioni coperte dal segreto pontificio; inoltre, secondo l'estensore del documento, tutti coloro a cui viene imposto e tutti coloro che ne vengono a conoscenza in modo colpevole o con la consapevolezza dell'esistenza del segreto stesso.

## Sanzioni
L'articolo terzo sancisce che le sanzioni, sempre entro i limiti del diritto canonico,  debbano essere decise da una commissione speciale che viene costituita dal cardinale preposto al dicastero competente, o, in mancanza di questi, dal presidente dell'ufficio competente, con il compito di infliggere «pene proporzionate alla gravità del delitto e al danno causato», inclusa la scomunica (è il caso ad esempio del Crimen sollicitationis).
Se tuttavia, la persona che ha violato il segreto pontificio è un membro della Curia Romana, vengono applicate le norme «stabilite nel regolamento generale» che prevedono una procedura ad hoc, «al presunto colpevole viene data la possibilità di difendersi» davanti alla Commissione Disciplinare della Curia Romana (Art. 76, Art. 82). Se giudicato colpevole, si applica il licenziamento (Art. 76).

## Formula del giuramento
La formula solenne del giuramento prestato viene specificata nell'articolo quarto: 
Prometto di custodire il segreto, come sopra, anche dopo la conclusione delle cause e degli affari, per i quali fosse imposto espressamente tale segreto.
Qualora in qualche caso mi avvenisse di dubitare dell'obbligo del predetto segreto, mi atterrò all'interpretazione a favore del segreto stesso.
Parimenti sono cosciente che il trasgressore di tale segreto commette un peccato grave.
Che mi aiuti Dio e mi aiutino questi suoi santi vangeli che tocco di mia mano.»